# コルノ・ディ・ルドヴィーコ
コルノ・ディ・ルドヴィーコ（伊: Corno di Ludovico, 独: Ludwigshöhe）は、イタリア・スイス国境にあるモンテ・ローザ山群の峰の一つ。
1822年8月25日、登山家のLudwig van Weldenに初登頂された。

## 山小屋
- カパンナ・ニフェッティの山小屋　Capanna Gnifetti (3,647m)
- マントヴァの山小屋 Rifugio Mantova (3,498m)